# Club Nouveau
Club Nouveau ist eine US-amerikanische Contemporary R&B/Pop-Band der 1980er Jahre.

## Bandgeschichte
Nach der Auflösung der Band Timex Social Club beschloss der Produzent Jay King in Sacramento, Kalifornien eine neue Gruppe zusammenzustellen. Zusammen mit Denzil Foster, Thomas McElroy, Samuelle Pratter und Valerie Watson gründete er Club Nouveau und das Label King Jay Records. Die Band erhielt einen Plattenvertrag bei der Warner Music Group und veröffentlichte dort 1986 ihr Debütalbum Life, Love and Pain. Dies enthielt die Lieder Jealousy (eine Antwort auf den Timex-Social-Club-Klassiker Rumors), Situation #9, Why You Treat Me So Bad und Heavy on My Mind. Ihren größten Erfolg erreichten sie mit einer Coverversion des Bill-Withers-Klassikers Lean on Me aus dem Jahr 1972.
Die nachfolgenden Singles konnten an den Erfolg nicht anknüpfen, fanden jedoch in den US-R&B-Charts ihre Aufmerksamkeit. Für Lean on Me gewann die Gruppe bei der Grammy-Verleihung 1988 einen Award. 1995 erschien das letzte Album Everything Is Black, danach löste sich die Gruppe auf.
Später wurden Foster und McElroy ein Musikproduzententeam und gründeten 1988 En Vogue.

## Rezeption
Das Lied Why You Treat Me So Bad wurde in den 1990er Jahren sowohl von Luniz (I Got Five on It), als auch bei R. Kellys und Puff Daddys Satisfy You als Sample verwendet.

## Diskografie

### Alben
- 1986: Life, Love and Pain
- 1988: Listen to the Message
- 1989: Under a Nouveau Groove
- 1992: A New Beginning
- 1995: Everything Is Black

### Kompilationen
- 1998: The Collection Volume 1
- 2000: Greatest Hits
- 2004: Share Your Love: The Ballad Collection
- 2004: Ballads & Love Songs

### Singles
- 1986: Situation #9
- 1986: Jealousy
- 1986: Lean on Me
- 1987: Why You Treat Me So Bad
- 1987: Heavy on my Mind
- 1988: For the Love of Frances
- 1988: It’s a Cold, Cold World!
- 1988: Envious
- 1989: No Friend of Mine
- 1990: Under a Nouveau Groove
- 1990: Momentary Lover
- 1992: Oh Happy Day
- 1992: I Like Your Way
- 1994: Ghetto Swang
- 1995: Let It Go (feat. Thrill Da Playa von 69 Boyz)
- 1996: When Will You Come Back to Me
- 1998: What Kind of Love (Secret Rendezvous)